# ニューヨーク工科大学
ニューヨーク工科大学（ニューヨークこうかだいがく、英: New York Institute of Technology, NYIT）は、アメリカ合衆国のニューヨーク州ロングアイランドとニューヨーク市マンハッタン区に本部を置く私立大学である。前身のニューヨーク技術学校は1910年に認可された。
NYITは、3Dコンピュータグラフィックス映画の発祥の地である。かつてのコンピュータグラフィックス研究所（Computer Graphics Lab）は3Dコンピュータアニメのパイオニアであり、人材の多くはピクサーとルーカスフィルムに引き抜かれた 。
2003年にバーレーンキャンパスが開校。

## 学部
- 建築・デザイン学部
- 教育学部
- 工学・計算科学部
- 保健学部
- 経営学部
- 人文科学学部
- オステオパシー学部

## キャンパス
- ニューヨーク州ナッソー郡オールド・ウェストバリー
- ニューヨーク州ニューヨーク市マンハッタン区
- カナダ・バンクーバー
- 中華人民共和国・南京市
- アラブ首長国連邦アブダビ
- バーレーン・マナーマ
- ヨルダン・アンマン

## 著名人

### 研究者
- エドウィン・キャットマル - ピクサー・アニメーション・スタジオ創業者、社長。Zバッファの発明者。

### 卒業生
- カリーヌ・ジャン＝ピエール - ホワイトハウス報道官
- 李源 - 朝鮮王族
- 白神仁士 - ワールドコネクト代表取締役
- 湯浅光裕 - キャピタルワークス取締役
- 芦邉洋司 - 日立コンサルティング代表取締役、取締役社長